# Bayannur
Bayannur (en mongol: Баяннуур, romanizado: Bayannɣur, lit. 'lago rico' ; en chino, 巴彦淖尔; pinyin, Bayànnàoěr) es desde el 1 de diciembre de 2003 una ciudad-prefectura en la provincia de Mongolia Interior, República Popular de China. Limita al norte con Mongolia, al sur con Wuhai, al oeste con Jiayuguan y al este con Baotou. La ciudad es atravesada por el río Lin, afluente del río Amarillo. Su área total es de 65 788 km² y su población de 1.75 millones (94% Etnia han).

## Administración
La ciudad prefectura de Bayannur se divide en 1 distrito, 2 condados y 4 banderas. 
- Distrito Linhe (临河区)
- Condado Wuyuan (五原县)
- Condado Dengkou (磴口县)
- Bandera Anterior Urad (乌拉特前旗)
- Bandera Media Urad (乌拉特中旗)
- Bandera Posterior Urad  (乌拉特后旗)
- Bandera Posterior Hanggin (杭锦后旗)

## Demografía
| Gráfica de evolución de Bayannur entre 2000 y |
|                                               |

En 2000 su población contaba con 1.682.662 habitantes:
| Grupo étnico | N.º de habitantes | Porcentaje |
| ------------ | ----------------- | ---------- |
| Han          | 1.579.969         | 93,9%      |
| Mongol       | 76.368            | 4,54%      |
| Hui          | 19.835            | 1,18%      |
| Manchú       | 4.231             | 0,25%      |
| Tujia        | 560               | 0,03%      |
| Tibetanos    | 393               | 0,02%      |
| Miao         | 224               | 0,01%      |
| Coreana      | 211               | 0,01%      |
| Yi           | 178               | 0,01%      |
| Daur         | 166               | 0,01%      |
| Otros        | 527               | 0,03%      |

## Clima
| Parámetros climáticos promedio de Bayannur (1971−2000) | Parámetros climáticos promedio de Bayannur (1971−2000) | Parámetros climáticos promedio de Bayannur (1971−2000) | Parámetros climáticos promedio de Bayannur (1971−2000) | Parámetros climáticos promedio de Bayannur (1971−2000) | Parámetros climáticos promedio de Bayannur (1971−2000) | Parámetros climáticos promedio de Bayannur (1971−2000) | Parámetros climáticos promedio de Bayannur (1971−2000) | Parámetros climáticos promedio de Bayannur (1971−2000) | Parámetros climáticos promedio de Bayannur (1971−2000) | Parámetros climáticos promedio de Bayannur (1971−2000) | Parámetros climáticos promedio de Bayannur (1971−2000) | Parámetros climáticos promedio de Bayannur (1971−2000) | Parámetros climáticos promedio de Bayannur (1971−2000) |
| Mes                                                    | Ene.                                                   | Feb.                                                   | Mar.                                                   | Abr.                                                   | May.                                                   | Jun.                                                   | Jul.                                                   | Ago.                                                   | Sep.                                                   | Oct.                                                   | Nov.                                                   | Dic.                                                   | Anual                                                  |
| ------------------------------------------------------ | ------------------------------------------------------ | ------------------------------------------------------ | ------------------------------------------------------ | ------------------------------------------------------ | ------------------------------------------------------ | ------------------------------------------------------ | ------------------------------------------------------ | ------------------------------------------------------ | ------------------------------------------------------ | ------------------------------------------------------ | ------------------------------------------------------ | ------------------------------------------------------ | ------------------------------------------------------ |
| Temp. máx. media (°C)                                  | −3.3                                                   | 1.4                                                    | 8.5                                                    | 17.5                                                   | 24.6                                                   | 28.8                                                   | 30.7                                                   | 28.3                                                   | 23.1                                                   | 15.4                                                   | 5.6                                                    | −1.4                                                   | 14.9                                                   |
| Temp. mín. media (°C)                                  | −15.1                                                  | −11.6                                                  | −5.0                                                   | 2.7                                                    | 9.7                                                    | 14.9                                                   | 17.9                                                   | 16.1                                                   | 9.8                                                    | 2.4                                                    | −5.4                                                   | −12.1                                                  | 2                                                      |
| Precipitación total (mm)                               | 1.0                                                    | 1.1                                                    | 3.0                                                    | 4.2                                                    | 10.8                                                   | 14.3                                                   | 34.1                                                   | 47.7                                                   | 18.9                                                   | 8.5                                                    | 1.7                                                    | 0.4                                                    | 145.7                                                  |
| Días de precipitaciones (≥ 0.1 mm)                     | 0.9                                                    | 1.2                                                    | 1.5                                                    | 1.5                                                    | 3.0                                                    | 4.4                                                    | 7.4                                                    | 8.1                                                    | 4.6                                                    | 2.3                                                    | 1.0                                                    | 0.6                                                    | 36.5                                                   |
| Fuente: 1                                              |                                                        |                                                        |                                                        |                                                        |                                                        |                                                        |                                                        |                                                        |                                                        |                                                        |                                                        |                                                        |                                                        |